# Sparta, Kentucky
Sparta är en ort i Gallatin County och Owen County i delstaten Kentucky, USA.